# Обвалення житлового будинку в Серфсайді
Обва́лення житлово́го буди́нку в Серфса́йді — техногенна катастрофа, яка сталася вночі 24 червня 2021 року в передмісті Маямі Серфсайді (Флорида, США). Унаслідок часткового обвалення 12-поверхового житлового будинку станом на 12 липня 2021 року підтверджено, що 95 людини загинули та 11 отримали поранення. 14 людей залишаються зниклими безвісти. Одну людину врятували з-під завалів, а близько 35 людей було врятовано 24 червня з незруйнованої частини будівлі, яку через заходи безпеки зруйнували через 11 днів через наближення урагану «Ельза». 7 липня влада оголосила, що метою розшуку є перехід від порятунку до відновлення і що зниклі жертви вважаються мертвими.

## Будівля
Житловий будинок Champlain Towers South розташовувався за адресою 8777 Коллінз Авеню на першій береговій лінії. Будівлю побудували 1981 року. У житловому будинку розміщувалося 136 квартир. За три роки до обвалення експерти виявили серйозне пошкодження конструкції.

## Катастрофа і пошуково-рятувальна операція

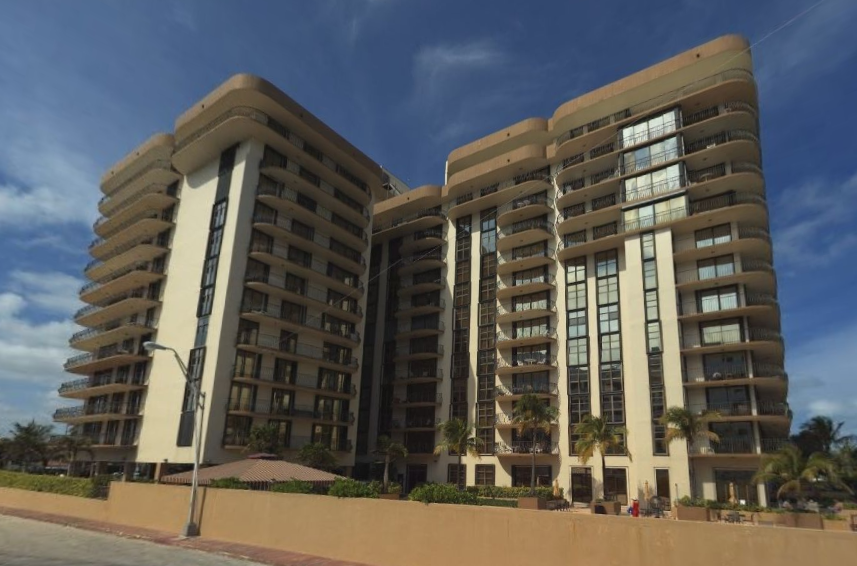
Вид на південні вежі Шамплейн до обвалення, 2015 рік

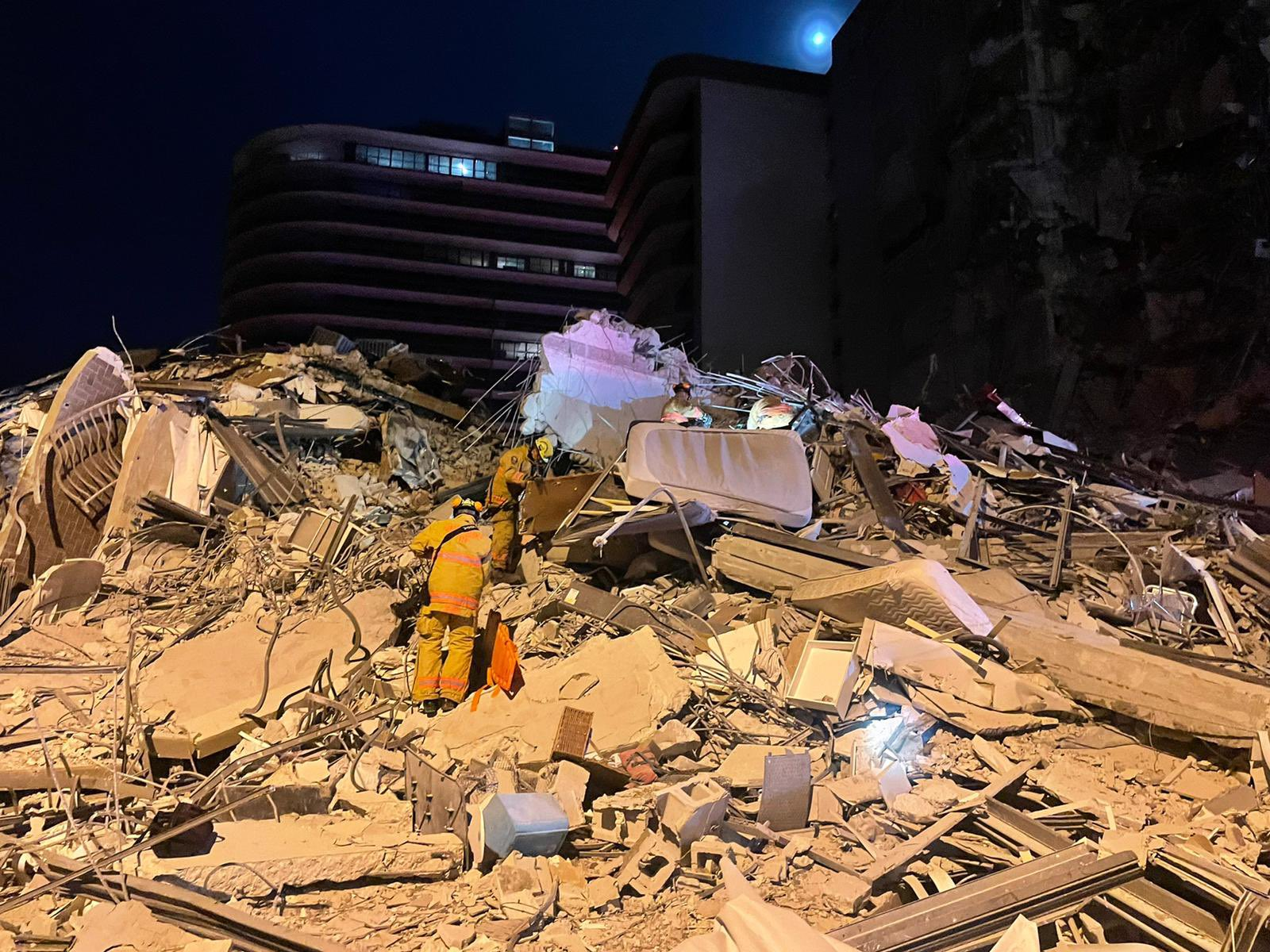
Пожежники Маямі-Дейда шукають уцілілих, 24 червня

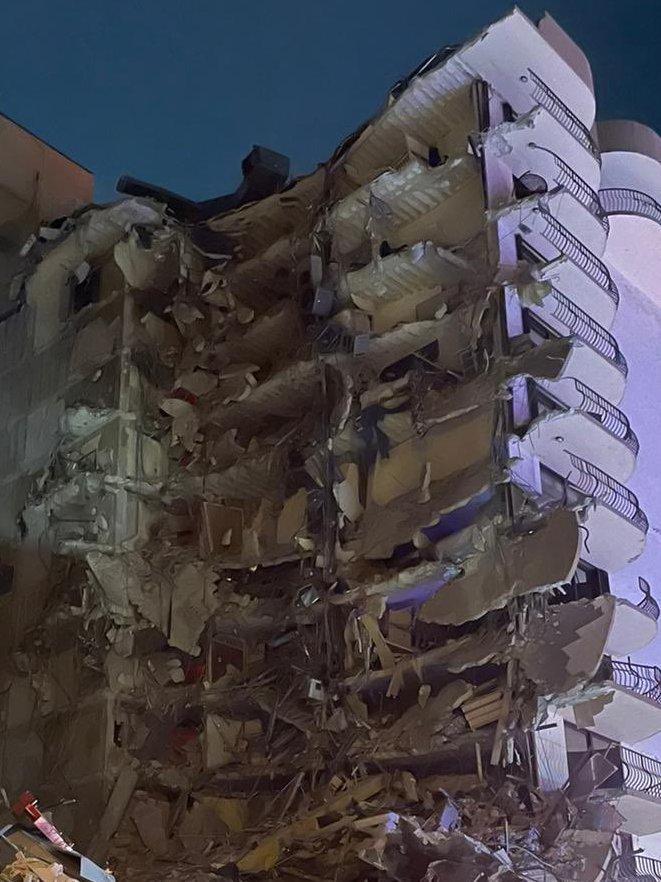
Частина споруди, що залишилася, 24 червня

Обвалення сталося приблизно о 1:30 за місцевим часом. Катастрофа потрапила на відео. Спочатку впала одна частина будівлі, приблизно через дев'ять секунд — друга. На місці обвалення почалася пожежа. Губернатор Флориди ввів режим надзвичайної ситуації.
Спочатку повідомлялося про одного загиблого і 156 зниклих безвісти. З-під уламків витягли 37 осіб, 11 госпіталізували.
До 27 червня число жертв зросло до дев'яти. Вилучили вісім тіл з-під завалів, одна людина померла в лікарні. Місцезнаходження 150 людей залишалося невідомим. Серед зниклих безвісти — щонайменше 31 виходець з країн Південної Америки, включно із сестрою дружини президента Парагваю.
27 червня до пошуково-рятувальної операції приєдналися рятувальники з Ізраїлю. У розборі завалів також беруть участь рятувальники з Мексики.
До пошуків залучені понад 800 рятувальників.
Відтак до 30 червня число жертв зросло до 18 осіб. Серед них — двоє дітей у віці 4 і 10 років.
1 липня президент США Джо Байден прибув на місце трагедії. Також цього дня розбір завалів припинили через загрозу подальшого обвалу та погодні умови. Через 15 годин роботи відновили. На Маямі насувався тропічний шторм «Ельза», що міг ускладнити пошуково-рятувальні роботи. 2 липня влада уточнила місцезнаходження 15 осіб, які раніше вважалися зниклими безвісти, а кількість жертв зросла до 22.
Наступного дня, 3 липня, ще двоє людей були знайдені мертвими в суботу під завалами будинку, а кількість жертв зросла до 24. 7 липня рятувальники відмовилися від подальших пошуків вцілілих при обвалі багатоквартирного будинку.
| Країна             | Зникли безвісти | Померли | Поранено |
| ------------------ | --------------- | ------- | -------- |
| США (або невідомо) | 9               | 65      | 10       |
| Ізраїль            | 20              |         |          |
| Аргентина          | 5               | 4       | 1        |
| Колумбія           | 6               |         | [ 36 ]   |
| Парагвай           | 1               | 5       | [ 37 ]   |
| Куба               |                 | 4       |          |
| Венесуела          | 4               | 2       |          |
| Австралія          |                 | 2       |          |
| Канада             | 3               | 1       |          |
| Уругвай            | 2               | 1       |          |
| Чилі               |                 | 1       |          |
| Коста-Рика         |                 | 1       |          |
| Бразилія           | 1               |         |          |
| Італія             | 1               |         |          |
| Велика Британія    | 1               |         |          |
| Загалом            | 53              | 85      | 11       |

## Розслідування
Глава округу Маямі-Дейд Даніелла Лівайн-Кава заявила, що немає свідчень того, що обвалення було викликане навмисно.
За місяць до обвалення на даху будівлі проходили ремонтні роботи.
За три роки до обвалення експерти виявили серйозне пошкодження конструкції. Повідомлялося про необхідність усунення тріщин у колонах і стінах підземної парковки. Через кілька днів після обвалення в будівлі повинні були початися ремонтні роботи. Мешканці скаржилися на тріщини в бетоні і вологу, що накопичується. Були повідомлення про воду в підвальних приміщеннях.
Після обвалення влада закликала перевірити всі будинки віком понад 40 років і розробити нові стандарти сертифікації будівель.

## Знесення будинку
Начальник пожежної охорони Райд Джадаллах на брифінгу 2 липня 2021 року повідомив членам сім'ї, що будівлю знесуть «якомога швидше».
Мер міста Чарльз Баркет заявив у суботу 3 липня, що мерія може дозволити службам швидко розібрати частини багатоповерхівки, яка вціліла після обвалу. Починаючи з 5 липня у Маямі очікують на перший ураган сезону «Ельза». Потужні вітри можуть досягнути і місця, де тривають пошуково-рятувальні роботи, що загрожує і надалі дестабілізувати споруду.